# Maria Fortunata d'Este
Maria Fortunata d'Este (Modena, 24 novembre 1731 – Venezia, 21 settembre 1803) fu principessa di Modena e Reggio per nascita e principessa del sangue francese per matrimonio. Sposando un cugino di secondo grado, Luigi Francesco Giuseppe di Borbone-Conti, diventò dapprima contessa di La Marche ed in seguito principessa di Conti, e fu un membro delle corti di Luigi XV e Luigi XVI. Fu l'ultima Principessa di Conti e morì senza figli.

## Biografia

### Giovinezza
Nacque nel Palazzo Ducale di Modena, quarta delle figlie femmine e ottava dei figli di Francesco III d'Este, duca di Modena e Reggio, e della sua giovane moglie Carlotta Aglaia d'Orléans, detta Mademoiselle de Valois, nipote di Luigi XIV di Francia e di Madame de Montespan. Sua sorella Maria Teresa Felicita fu la maggiore dei suoi fratelli e sorelle sopravvissuti, seguita dal futuro Ercole III d'Este. Gli altri suoi fratelli e sorelle sarebbero morti senza sposarsi. 
Maria Fortunata era nota per essere stato molto pia e allo stesso tempo piuttosto timida ma affascinante. Sua madre si separò da suo padre nel decennio del 1740, dopo che la relazione con il Duca di Richelieu era stata scoperta alla corte modenese. Esiliata in Francia, Carlotta Aglae tentò ancora di aiutare a combinare i matrimoni delle sue due figlie. La maggiore, Maria Teresa Felicita, sposò suo cugino di secondo grado, il Duca di Penthièvre, l'uomo più ricco di Francia e futuro suocero di Philippe Égalité. Anche Maria Fortunata sposò un cugino, Luigi Francesco Giuseppe di Borbone, l'erede del Principe di Conti.

### Matrimonio
Come erede al titolo di Principe di Conti, suo marito era noto a corte con il titolo di cortesia di Conte di La Marche. Il contratto di matrimonio fu firmato a Milano, il 3 gennaio 1759, dall'ambasciatore francese alla corte di Torino. Una cerimonia nuziale per procura ebbe luogo a Milano il 7 febbraio dello stesso anno, mentre quella per verba de praesenti il 27 di febbraio a Nangis-en-Brie in Francia. Il padre di Maria Fortunata le aveva concesso una dote di 2.400.000 livres. Inoltre, al suo arrivo in Francia, ricevette la somma di 800.000 livres come regalo da parte del Re. 
La giovane Comtesse de La Marche fu presentata al sovrano, alla Regina e al resto della famiglia reale il 5 marzo 1759 dalla Principessa madre di Conti, la nonna di suo marito. La coppia non andava d'accordo e non ebbe mai dei figli. Molti a corte dicevano che questo stato di cose era dovuto all'influenza dell'amante di suo marito, Maria Anna Veronese, nota come Mademoiselle Coraline, che era stata una ballerina in un teatro italiano. Luigi Francesco e la sua amante ebbero insieme due figli illegittimi, nati rispettivamente nel 1761 e nel 1767. 
Nel 1768 a Maria Fortunata fu chiesto di fare da madrina per la presentazione al Re e alla corte di sua nipote Luisa Maria Adelaide di Borbone, che avrebbe poi sposato, nell'aprile 1769, Luigi Filippo d'Orléans, duca di Chartres (il futuro Philippe Égalité).
Nel 1770 ebbe luogo il matrimonio del delfino di Francia, il futuro Luigi XVI, con l'arciduchessa Maria Antonietta d'Austria. Marie Fortunée, come era nota in Francia, e suo marito furono una delle dodici coppie invitate per cenare con i novelli sposi all'Opéra del palazzo di Versailles, che era stato costruito per le nozze reali.

### Principessa di Conti

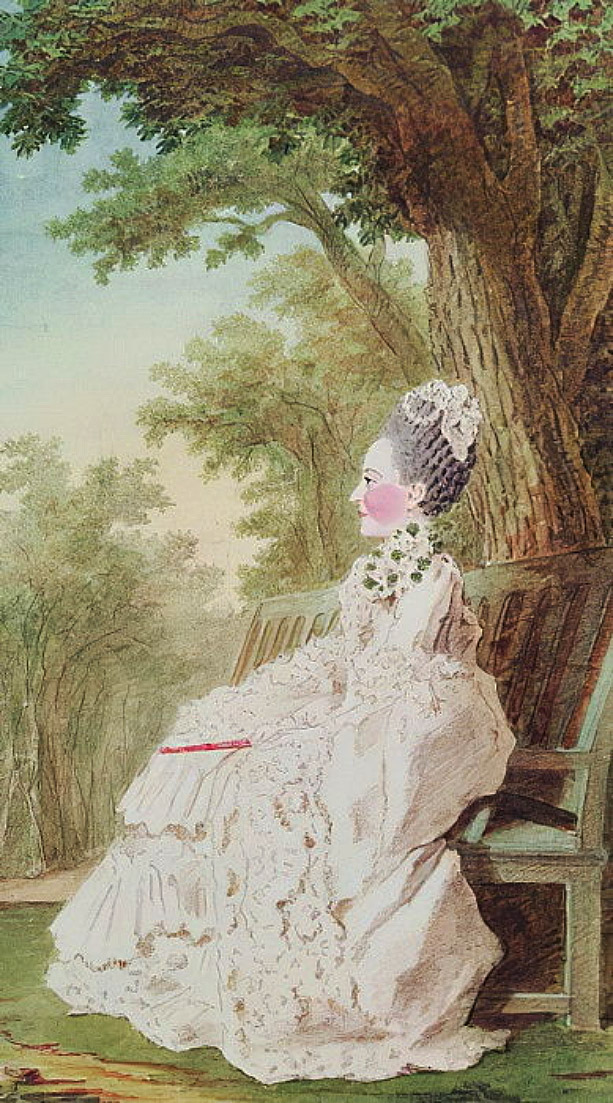
Maria Fortunata d'Este nel 1768, ritratta da Carmontelle

Nel 1776 il suocero di Maria Fortunata morì, rendendo suo marito il capo del Casato di Conti. Pia, discreta e molto colta, Maria Fortunata non era destinata a far parte della cerchia ristretta della nuova regina a Versailles. Mantenne buoni rapporti con suo cognato, il duca di Penthièvre, che aveva perso sua moglie nel 1754. Andava inoltre d'accordo con le sue due nipoti, la principessa di Lamballe e la futura duchessa d'Orléans.
Alla corte francese, nel 1784 incontrò Gustavo III di Svezia, designato in incognito come conte di Haga, che era ospite all'Hôtel de Toulouse; in seguito conobbe il principe Enrico di Prussia, fratello di Federico il Grande. Nel 1786 incontrò anche la propria nipote Maria Beatrice d'Este e suo marito, l'arciduca Ferdinando d'Austria, che viaggiavano "in incognito" come conte e contessa di Nettembourg. Ferdinando era un figlio dell'imperatrice Maria Terese e quindi fratello maggiore della regina Maria Antonietta.

### Esilio
I principi di Conti si separarono ufficialmente nel 1777, anche se avevano vissuto separati già dal 1775. Nel 1780, Maria Fortunata acquistò per 1.850.000 livres il castello di Triel, un luogo che sarebbe diventato il suo rifugio preferito. Durante le crisi del 1789, quando gli Stati Generali furono convocati a Versailles, Maria Fortunata sostenne la famiglia reale e prese anche parte ad una marcia alla Chiesa di San Luigi. In seguito fuggì dalla Francia rivoluzionaria sotto il falso nome di marchesa di Trie. Dopo essersi rifugiata per prima a Bruxelles, Maria Fortunata si stabilì poi a Chambéry, allora parte del Regno di Sardegna. Nel 1791 si trasferì nuovamente, questa volta a Friburgo, un piccolo villaggio in Svizzera noto per il suo grande insediamento di émigrés (i nobili che avevano lasciato la Francia rivoluzionaria). La città aveva anche forti vincoli religiosi, un'altra attrazione per la pia e religiosa principessa.
Nel 1794 permise alla sua pronipote Adelaide d'Orléans di stare con lei dopo la sua fuga dalla Francia. La madre di Adelaide, la duchesse d'Orléans, era stata imprigionata nel Palazzo del Lussemburgo a Parigi. L'anziana Maria Fortunata e Adelaide d'Orléans stabilirono una nuova casa in Baviera. Durante la primavera del 1800, le due ed il loro seguito furono obbligate a fuggire nuovamente verso l'Ungheria al fine di evitare le ostilità di Napoleone. Mentre era in Ungheria ricevette un'altra visita da sua nipote, Maria Beatrice. La principessa era l'erede del fratello maggiore di Maria Fortunata, che aveva perso i ducati di Modena e Reggio nel 1796 come conseguenza della creazione napoleonica della Repubblica Cispadana.

### Morte
Il 1801 vide il ricongiungimento di Adelaide d'Orléans e sua madre, la ormai duchessa vedova d'Orléans, a Barcellona, dopo il suo rilascio dalla prigione e l'esilio dalla Francia. In seguito, Maria Fortunata decise di ritirarsi nel Convento della Visitazione a Venezia. Si trasferì nel convento il 19 ottobre con tre delle sue cameriere e la sua più fedele amica, la contessa di Roche, che aveva accompagnato la principessa durante tutto il suo esilio in Europa. Vittima della pleurite, la principessa morì il 21 settembre 1803 all'età di settantuno anni. Fu sepolta nella cappella del convento. Suo fratello, Ercole III d'Este, duca di Modena e Reggio e sua sorella, Matilde d'Este, furono sepolti nello stesso luogo.
La contessa di Roches morì qualche tempo dopo Maria Fortunata ed anche lei venne sepolta nella Chiesa della Visitazione. Il marito di Maria Fortunata morì nel 1814.

## Ascendenza
|                                           |                     |                                         | Genitori                             |  |  | Nonni |  |  | Bisnonni           |  |  | Trisnonni          |  |
|                                           |                     |                                         |                                      |  |  |       |  |  | Francesco I d'Este |  |  | Alfonso III d'Este |  |
|                                           |                     |                                         |                                      |  |  |       |  |  | Francesco I d'Este |  |  | Alfonso III d'Este |  |
|                                           |                     | Isabella di Savoia                      |                                      |  |  |       |  |  | Francesco I d'Este |  |  |                    |  |
| Rinaldo d'Este                            |                     |                                         |                                      |  |  |       |  |  | Francesco I d'Este |  |  |                    |  |
|                                           |                     | Lucrezia Barberini                      | Taddeo Barberini                     |  |  |       |  |  |                    |  |  |                    |  |
|                                           |                     | Lucrezia Barberini                      | Taddeo Barberini                     |  |  |       |  |  |                    |  |  |                    |  |
|                                           |                     | Lucrezia Barberini                      | Anna Colonna                         |  |  |       |  |  |                    |  |  |                    |  |
| Francesco III d'Este                      |                     | Lucrezia Barberini                      |                                      |  |  |       |  |  |                    |  |  |                    |  |
|                                           |                     | Giovanni Federico di Brunswick-Lüneburg | Giorgio di Brunswick-Lüneburg        |  |  |       |  |  |                    |  |  |                    |  |
|                                           |                     | Giovanni Federico di Brunswick-Lüneburg | Giorgio di Brunswick-Lüneburg        |  |  |       |  |  |                    |  |  |                    |  |
|                                           |                     | Giovanni Federico di Brunswick-Lüneburg | Anna Eleonora d'Assia-Darmstadt      |  |  |       |  |  |                    |  |  |                    |  |
| Carlotta Felicita di Brunswick e Lüneburg |                     | Giovanni Federico di Brunswick-Lüneburg |                                      |  |  |       |  |  |                    |  |  |                    |  |
|                                           |                     | Benedetta Enrichetta del Palatinato     | Edoardo del Palatinato-Simmern       |  |  |       |  |  |                    |  |  |                    |  |
|                                           |                     | Benedetta Enrichetta del Palatinato     | Edoardo del Palatinato-Simmern       |  |  |       |  |  |                    |  |  |                    |  |
|                                           |                     | Benedetta Enrichetta del Palatinato     | Anna Maria di Gonzaga-Nevers         |  |  |       |  |  |                    |  |  |                    |  |
| Maria Fortunata d'Este                    |                     | Benedetta Enrichetta del Palatinato     |                                      |  |  |       |  |  |                    |  |  |                    |  |
|                                           | Filippo I d'Orléans | Luigi XIII di Francia                   |                                      |  |  |       |  |  |                    |  |  |                    |  |
|                                           | Filippo I d'Orléans | Luigi XIII di Francia                   |                                      |  |  |       |  |  |                    |  |  |                    |  |
|                                           | Filippo I d'Orléans | Anna d'Austria                          |                                      |  |  |       |  |  |                    |  |  |                    |  |
| Filippo II d'Orléans                      | Filippo I d'Orléans |                                         |                                      |  |  |       |  |  |                    |  |  |                    |  |
|                                           |                     | Elisabetta Carlotta di Baviera          | Carlo I Luigi del Palatinato         |  |  |       |  |  |                    |  |  |                    |  |
|                                           |                     | Elisabetta Carlotta di Baviera          | Carlo I Luigi del Palatinato         |  |  |       |  |  |                    |  |  |                    |  |
|                                           |                     | Elisabetta Carlotta di Baviera          | Carlotta d'Assia-Kassel              |  |  |       |  |  |                    |  |  |                    |  |
| Carlotta Aglaia di Borbone-Orléans        |                     | Elisabetta Carlotta di Baviera          |                                      |  |  |       |  |  |                    |  |  |                    |  |
|                                           |                     | Luigi XIV di Francia                    | Luigi XIII di Francia                |  |  |       |  |  |                    |  |  |                    |  |
|                                           |                     | Luigi XIV di Francia                    | Luigi XIII di Francia                |  |  |       |  |  |                    |  |  |                    |  |
|                                           |                     | Luigi XIV di Francia                    | Anna d'Austria                       |  |  |       |  |  |                    |  |  |                    |  |
| Francesca Maria di Borbone-Francia        |                     | Luigi XIV di Francia                    |                                      |  |  |       |  |  |                    |  |  |                    |  |
|                                           |                     | Françoise-Athénaïs di Montespan         | Gabriel de Rochechouart de Mortemart |  |  |       |  |  |                    |  |  |                    |  |
|                                           |                     | Françoise-Athénaïs di Montespan         | Gabriel de Rochechouart de Mortemart |  |  |       |  |  |                    |  |  |                    |  |
|                                           |                     | Françoise-Athénaïs di Montespan         | Diane de Grandseigne                 |  |  |       |  |  |                    |  |  |                    |  |
|                                           |                     | Françoise-Athénaïs di Montespan         |                                      |  |  |       |  |  |                    |  |  |                    |  |

## Titoli e trattamento
- 24 novembre 1731 – 7 febbraio 1759: Sua Altezza Serenissima, la principessa Maria Fortunata d'Este
- 7 febbraio 1759 – 2 agosto 1776: Sua Altezza Serenissima, la Contessa di La Marche
- 2 agosto 1776 – 21 settembre 1803: Sua Altezza Serenissima, la Principessa di Conti